# The Cure

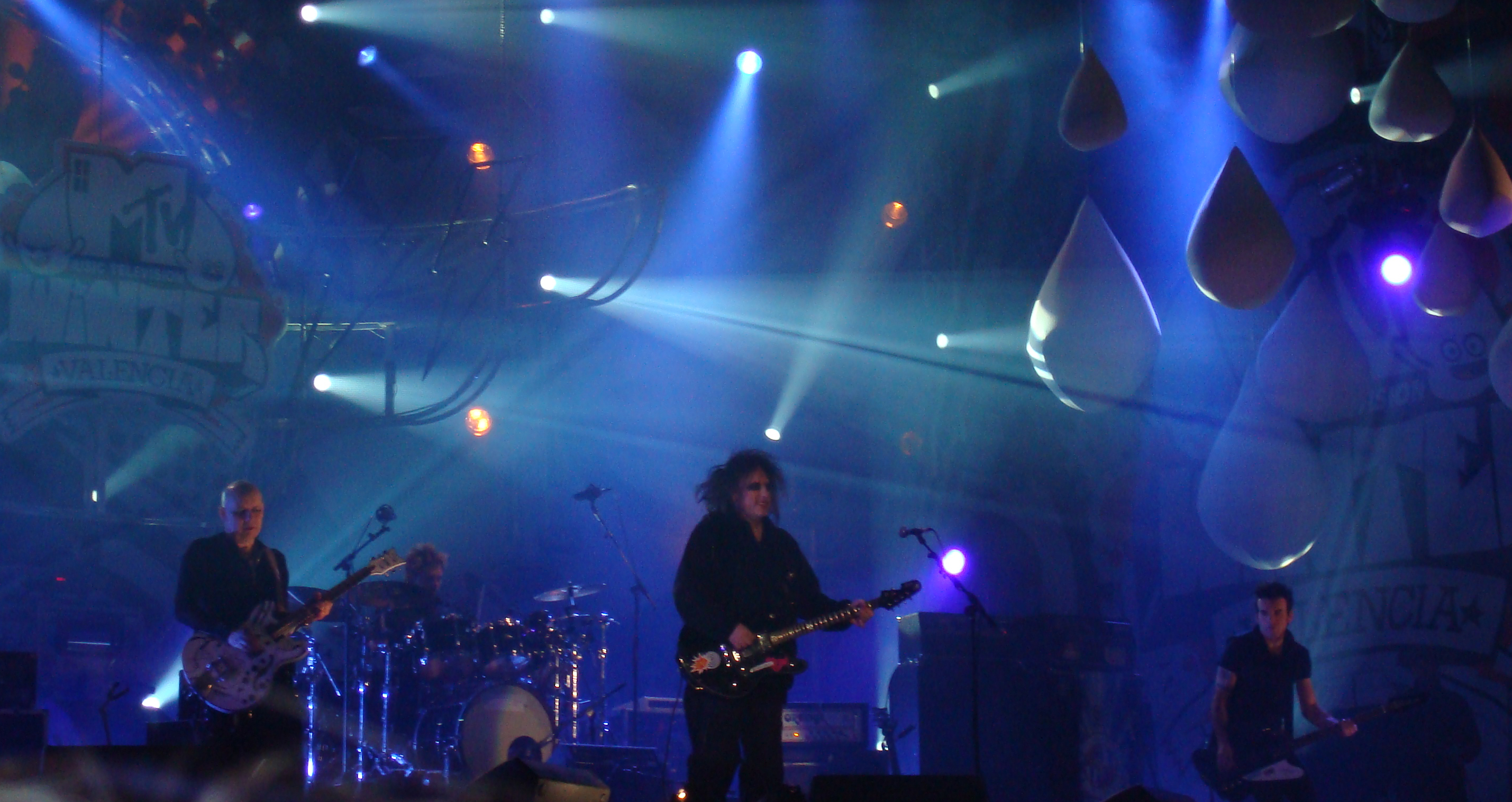
The Cure (2008)

The Cure este o trupă britanică de rock înființată în Crawley, Sussex în 1976, și care este generic considerată ca reprezentând pionieratul în scena anilor '80 a rockului alternativ britanic. Trupa a trecut prin mai multe schimbări de membri, avându-l pe vocalistul, chitaristul și principalul compozitor Robert Smith drept singurul membru constant al trupei. Trupa a avut primele lansări spre sfarșitul anilor 1970, albumul lor de debut fiind Three Imaginary Boys (1979); acest album, împreună cu unele single-uri precedente i-au plasat pe The Cure ca imagine a post-punkului și mișcării New Wave, care a apărut în urma revoluției Punk în Regatul Unit. În timpul anilor '80 muzica trupei din ce în ce mai întunecată a ajutat la formarea genului Gothic rock.
În 2019, trupa a fost inclusă în Rock and Roll Hall of Fame.

## Istorie
Trupa a fost formată în Crawley, Anglia, în 1976, sub numele de Easy Cure. Membrii fondatori ai trupei au fost Robert Smith (voce, chitară), Michael Dempsey (bas), Lol Tolhurst (tobe) și Porl Thompson (chitară). La scurt timp după formare, au scris propriile cântece și din aprilie 1977 au susținut și concerte. Porl Thompson a părăsit trupa în 1978 și, în același timp, trio-ul și-a simplificat numele în The Cure.
Primul lor single a fost lansat în 1978 sub titlul „Killing an Arab” la Small Wonder Records. Melodia a provocat un scandal minor datorită titlului său aparent rasist (Să omori un arab) , chiar dacă tema provine de fapt din sursa de inspirație a cântecului, romanul L'Étranger de Albert Camus.
Trupa și-a trimis înregistrările demo către mai multe case de discuri, iar Chris Parry a remarcat trupa, care a semnat un contract cu nou înființata Fiction Records, căreia trupa i-a rămas fidelă până în 2001. În mai 1979, Fiction Records lansează primul lor album Three Imaginary Boys. Acesta a fost urmat de primul lor album din Statele Unite, Boys Don't Cry.
Primul succes major cu piesa „A Forest” de pe al doilea album, Seventeen Seconds, lansat în 1980, piesa ajungând pe locul 31 în topul britanic. Discul a fost o abatere puternică de la producția anterioară, fiind caracterizat de tonul întunecat și melancolic care a predominat în lucrările ulterioare ale trupei. Au urmat albumele Faith (1981) și Pornography (1982), acesta fiind considerat atât de critici, cât și de fani a fi cel mai întunecat album al grupului. Lucrarea este definită de efecte sonore disonante, ritmuri repetitive de tobe reduse la limită și texte care înfățișează imagini de durere și suferință. „One Hundred Years”, piesa care deschide albumul și evocă haosul primar sau apocalipsa, a fost de atunci un cântec des cântat la concerte.
După lansarea albumului Pornography (1982), viitorul trupei era nesigur și Robert Smith era dornic de a schimba imaginea întunecată pe care o dobândise trupa sa. Odată cu lansarea single-ului Let's Go To Bed din 1982 Smith a început să injecteze o senisbilitate pop în muzica trupei (precum și un aspect scenic diferit). Single-ul a fost lansat în noiembrie, iar videoclipul a fost regizat de Tim Pope, aflat la prima colaborare cu The Cure. Relația bună dintre trupă și regizor este demonstrată de faptul că, în anii următori, Pope a realizat videoclipuri pentru mai multe piese, printre care „Close to Me”, „In Between Days”, „The Caterpillar”, „Why Can't I Be You?”, „Lullaby”, „Friday I'm in Love”, „High”. 

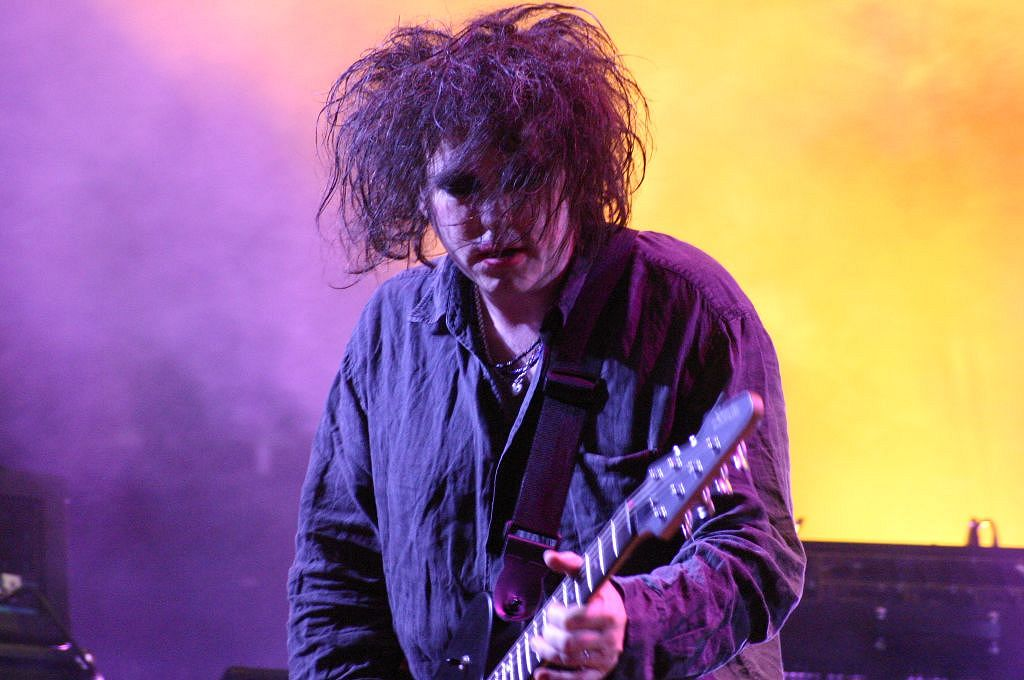
Robert Smith

Albumul din 1984 The Top conține melodii care amintesc de era întunecată anterioară, emanând deziluzie și lipsă de speranță („The Wailing Wall”, „The Top”), dar, în același timp, se poate simți o schimbare față de lumea sonoră anterioară. Piesa „The Caterpillar” este melodioasă și jucăușă. O atmosferă similară se resimte și pe albumul The Head on the Door, lansat în 1985 , care conține și unul dintre cele mai mari hituri ale trupei, piesa „Close to Me”.
În 1987, a fost lansat albumul dublu Kiss Me, Kiss Me, Kiss Me, cu hiturile „Why Can't I be You?” și „Just Like Heaven”. Doi ani mai târziu, în 1989, pe 1 mai, au lansat albumul Disintegration care este cea mai cunoscută și mai populară lucrare a grupului de până acum și care a reprezentat o întoarcere la epoca întunecată anterioară.
În 1992, a fost lansat albumul Wish, care a ajuns pe primul loc în Marea Britanie și pe locul doi în topul din SUA. Piesele „High” și „ Friday I’m in Love” de pe album au intrat și ele în topurile internaționale.
La începutul anilor 1990 The Cure erau una dintre cele mai populare trupe de rock alternativ din lume.
Următoarele albume ale trupei sunt lansate la fiecare patru ani. Musicalul colorat Wild Mood Swings a fost lansat în 1996, urmat în 2000 de un alt album mai melancolic, Bloodflowers, iar în 2004 , a fost lansat albumul The Cure. Un studiu în 2004 a estimat că trupa a vândut 27 milioane de albume în întreaga lume.
În 2008 apare al treisprezecelea LP al trupei, lansat într-un mod special. Înainte de lansarea albumului, au lansat câte un single în fiecare lună: „The Only One” (mai), „Freakshow” (iunie), „Sleep When I'm Dead” (iulie), „The Perfect Boy” (august) și EP-ul „Hypnagogic States” (septembrie). Într-un mod unic - tot înainte de lansarea albumului - trupa a interpretat toate melodiile de pe noul album într-un concert live la Roma . Albumul 4:13 Dream a fost publicat pe 27 octombrie.
După o pauză de 16 ani de lansări, trupa a prezentat un nou album în 2024, Songs of a Lost World, care a intrat direct pe locul întâi în topul britanic.

## The Cure în România
Trupa a concertat o singură dată în fața publicului român.
- 22 iulie 2019 - Piața Constituției, București[1]